# Sint-Mauritiuskerk (Rijsel)
De Sint-Mauritiuskerk is een hallenkerk in de Franse stad Rijsel, toegewijd aan de martelaar Mauritius. In 1840 klasseerde men het gebouw als historisch monument.

## Bouwgeschiedenis
Met de bouw werd in de 14e eeuw gestart en aanpassingen en uitbreidingen volgden elkaar op tot in de 19e eeuw. De eerste geschreven vermelding van de kerk komt voor in een akte van 1066 die de bouw van de collegiale Sint-Petrus beschrijft waarin men stelt dat de opbrengsten van het Sint-Mauritiusaltaar naar de Sint-Petrus moet vloeien. Eerdere kerken zijn niet bekend.
De Franse revolutionairen vormden de kerk om tot een tempel van de Rede waarbij de kunstwerken en het meubilair werden verkocht of gestolen. Ze braken ook de Sint-Pieters- en Sint-Stefanuskerk af waardoor deze kerk de voornaamste van het centrum werd. Bij het begin van de 19e eeuw kreeg ze een deel van haar meubilair terug en werd ze verder versierd met kunst uit intussen verdwenen kloosters.
Philippe Cannissié (1799-1877), een plaatselijke architect, restaureerde en vergrootte de kerk en bracht eenheid in haar bouwstijl. Het neogotisch meubilair dat nu in de kerk aanwezig is - kerkorgel, lambrisering, altaren, biechtstoelen - dateert uit dezelfde periode.

## Architectuur
Anno 2017 bestaat de kerk uit:
- een groot schip met zeven travees waarvan de twee achterste uit de 14e eeuw zijn, en dubbele zijbeuken
- een transept van vijf travees waarvan de drie centrale uit de 14e eeuw stammen
- een koor van drie travees met apsis, gebouwd tussen 1421 en 1431
- drie straalkapellen verbonden door een kooromgang, eveneens uit de 15e eeuw
- vier zijkapellen, uit de 15e eeuw

## Afbeeldingen

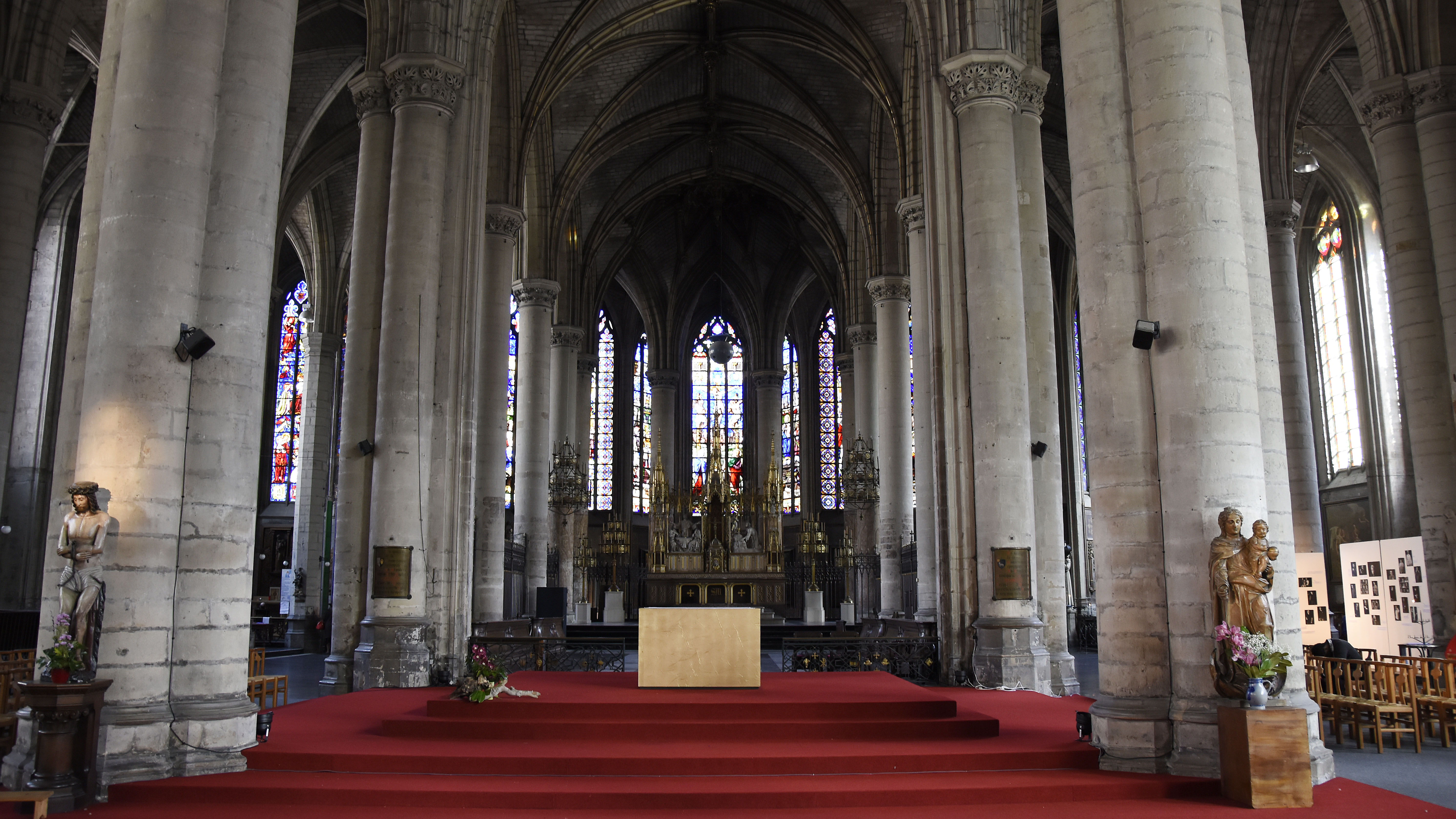
Het kerkschip en het koor
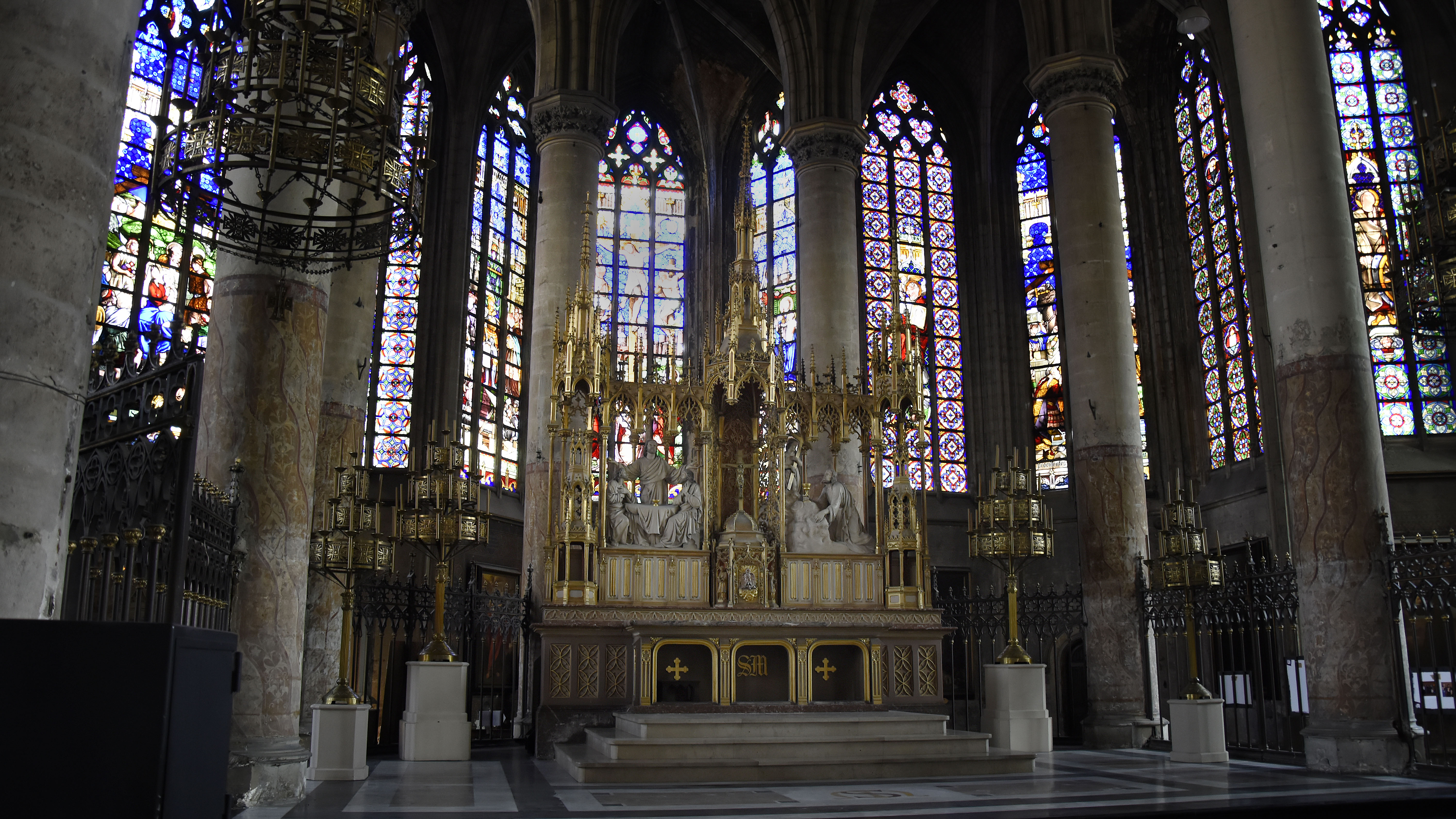
Het altaar in het koor